# Sūrāvjīn
Sūrāvjīn (persiska: سوراوجين, سوراوَجين) är en ort i Iran.   Den ligger i provinsen Qazvin, i den nordvästra delen av landet, 160 km väster om huvudstaden Teheran. Sūrāvjīn ligger 1 608 meter över havet och antalet invånare är 191.
Terrängen runt Sūrāvjīn är huvudsakligen kuperad, men åt nordväst är den platt.Runt Sūrāvjīn är det ganska tätbefolkat, med 108 invånare per kvadratkilometer. Närmaste större samhälle är Dānesfahān, 7,6 km nordost om Sūrāvjīn. Trakten runt Sūrāvjīn består i huvudsak av gräsmarker.